# Xestia patricia
Xestia patricia är en fjärilsart som beskrevs av Otto Staudinger 1895. Xestia patricia ingår i släktet Xestia och familjen nattflyn. Inga underarter finns listade i Catalogue of Life.